# バルバドスの軍事
バルバドス国防軍（バルバドスこくぼうぐん、英：Barbados Defence Force、BDF）は、バルバドスの軍事組織。

バルバドス首相の下、国防軍は陸軍である連隊と沿岸警備隊および士官候補生団から成る。

## 組織
バルバドス国防軍は、首相府の下での一部門となっており、首相府の下、国防軍本部（Force Headquarters）が設けられ、組織管理と兵站活動を行なう。この外に、法執行機関である王立バルバドス警察隊（Royal Barbados Police Force、RBPF）も首相府の下にある。
これらの機関は国内の秩序維持や不法入国者の対処および国土防衛の任務を負う。

### バルバドス連隊
バルバドス連隊(en:Barbados Regiment)は1902年に創設され、1979年の国防軍創設以降はロイヤル・アングリアン連隊と同盟関係にある。現在は陸軍としての役割が与えられている。主たる任務は国土防衛と国内治安の維持の為の警察支援、国際連合平和維持活動がある。
連隊本部はギャリソン歴史地区に置かれ、部隊編成としては連隊本部中隊（指揮及び連隊全体の管理）、技術支援中隊（装備の整備修繕）、特殊作戦中隊（主力の戦闘部隊）の3個中隊がある。更に、連隊の予備役組織として本部中隊（バルバドス連隊軍楽隊を含む）と2個小銃中隊および沿岸警備隊予備役から成っている。

### 沿岸警備隊
沿岸警備隊(en:Barbados Coast Guard)は、2007年時点で110人が所属し、ブリッジタウンのウィロビー砦（HMBS Willoughby Fort）に本部を置く。2009年現在、スプリングガーデンに新しい基地を設け、新名称にペリカン（HMBS Pelican）が付けられるとされる。

### 士官候補生団
士官候補生団（Barbados Cadet Corp）は、軍における青年教育組織である。1904年に創設され、連隊士官候補生と海軍候補生の教育が始まった。1970年代からは女性を受け入れ始める。当初は3個の学生隊から成ったが、現在では22個学生隊に拡大され、それぞれ4個の大隊と医学隊に分かれている。教育内容には射撃訓練も含まれる。

### バルバドス航空団
バルバドス航空団（Barbados Air Wing）は、グラントレー・アダムス国際空港（Grantley Adams International Airport）に配置されていた。1971年に創設され、ビーチクインエアを運用開始した。1981年にはセスナ402Cを購入し運用。1985年にいずれの航空機も退役して一旦解散した。
1990年代になり、2機のフェアチャイルドC-26メトロが地域安全保障システム向けに配備されている。主に洋上監視任務に従事している。この機体は再開された航空団で運用されているのか、沿岸警備隊（の航空部門）で運用されているのか不明である。

## 階級
バルバドス連隊、バルバドス沿岸警備隊によってそれぞれ階級が異なる。バルバドス連隊の階級は少将から二等兵まで１５階級ある。バルバドス沿岸警備隊の階級は代将から二等兵まで13階級ある。

## 装備

### 地上装備
| 名称                           | 種類                     | 生産国         | 画像 | 備考                                         |
| ------------------------------ | ------------------------ | -------------- | ---- | -------------------------------------------- |
| M16                            | アサルトライフル         | アメリカ合衆国 |      |                                              |
| L1A1                           | バトルライフル           | イギリス       |      | FAL（ ベルギー）のイギリス製改良型。         |
| リー・エンフィールド No.4 Mk I | ボルトアクションライフル | イギリス       |      | 主に士官候補生の訓練および儀礼用として使用。 |
| FN MAG                         | 汎用機関銃               | ベルギー       |      |                                              |
| ブレン                         | 軽機関銃                 | イギリス       |      |                                              |
| スターリング                   | 短機関銃                 | イギリス       |      |                                              |
| ブローニング ハイパワー        | 自動式拳銃               | ベルギー       |      |                                              |
| ランドローバー                 | 四輪駆動車               | イギリス       |      |                                              |

### 艦艇
過去に保有していた艦艇については「バルバドス海軍艦艇一覧」を参照。
2011年6月現在。『Jane's Fighting Ships 2011-2012』より。
| 艦名 | 就役年         | 輸出名                           | 生産国         | 画像       | 備考                               |
| --- | -------------- | -------------------------------- | -------------- | ---------- | ---------------------------------- |
| トライデント（P01 Trident） レオナード・C・バンフィールド（P02 Leonard C. Banfield） ラドヤード・ルイス（P03 Rudyard Lewis） | 2009 2007 2008 | ダーメン・スタン4207型巡視艇     | オランダ       |            | 画像はジャマイカ沿岸警備隊の同型艇 |
| エンタープライズ（P05 Enterprise） エクセレンス（P06 Excellence）                                                            | 不明 不明      | ダーメン・スタン1204型内海哨戒艇 | オランダ       |            | ＦＲＰ製の港内艇                   |
| エンデバー（P04 Endeavour）                                                                                                  | 1999           | シー・アーク・ドーントレス哨戒艇 | アメリカ合衆国 |            |                                    |
| エンデュランス（PO7 Endurance）                                                                                              | 2018           | 不明                             | 中国           | 参考リンク |                                    |
| ゾディアックハリケーン ZH-920                                                                                                | 不明           | Zodiac Hurricane ZH920           | フランス       |            | 複合艇(RHIB)。2隻保有。            |
| ダーメンMST 1200 | 不明           | Damen MST 1200                   | オランダ       |            | 複合艇(RHIB)。3隻保有。            |
| ダーメンMST 1200 | 不明           | Damen MST 1200                   | オランダ       |            | 複合艇(RHIB)。3隻保有。            |

### 航空機
| 名称                                | 種類               | 生産国         | 画像 | 備考                                                    |
| ----------------------------------- | ------------------ | -------------- | ---- | ------------------------------------------------------- |
| フェアチャイルドC-26Aメトロライナー | 海洋監視機、汎用機 | アメリカ合衆国 |      | 2機保有。地域安全保障システム向けに洋上哨戒任務に従事。 |
| ビーチクラフト クイーンエア         | 汎用機             | アメリカ合衆国 |      | 1機保有。1985年退役。                                   |
| セスナ402C                          | 汎用機             | アメリカ合衆国 |      | 1機保有。1985年退役。                                   |